# Ribeirão Corrente
Ribeirão Corrente is een gemeente in de Braziliaanse deelstaat São Paulo. De gemeente telt 4.216 inwoners (schatting 2009).